# Lady Chapel

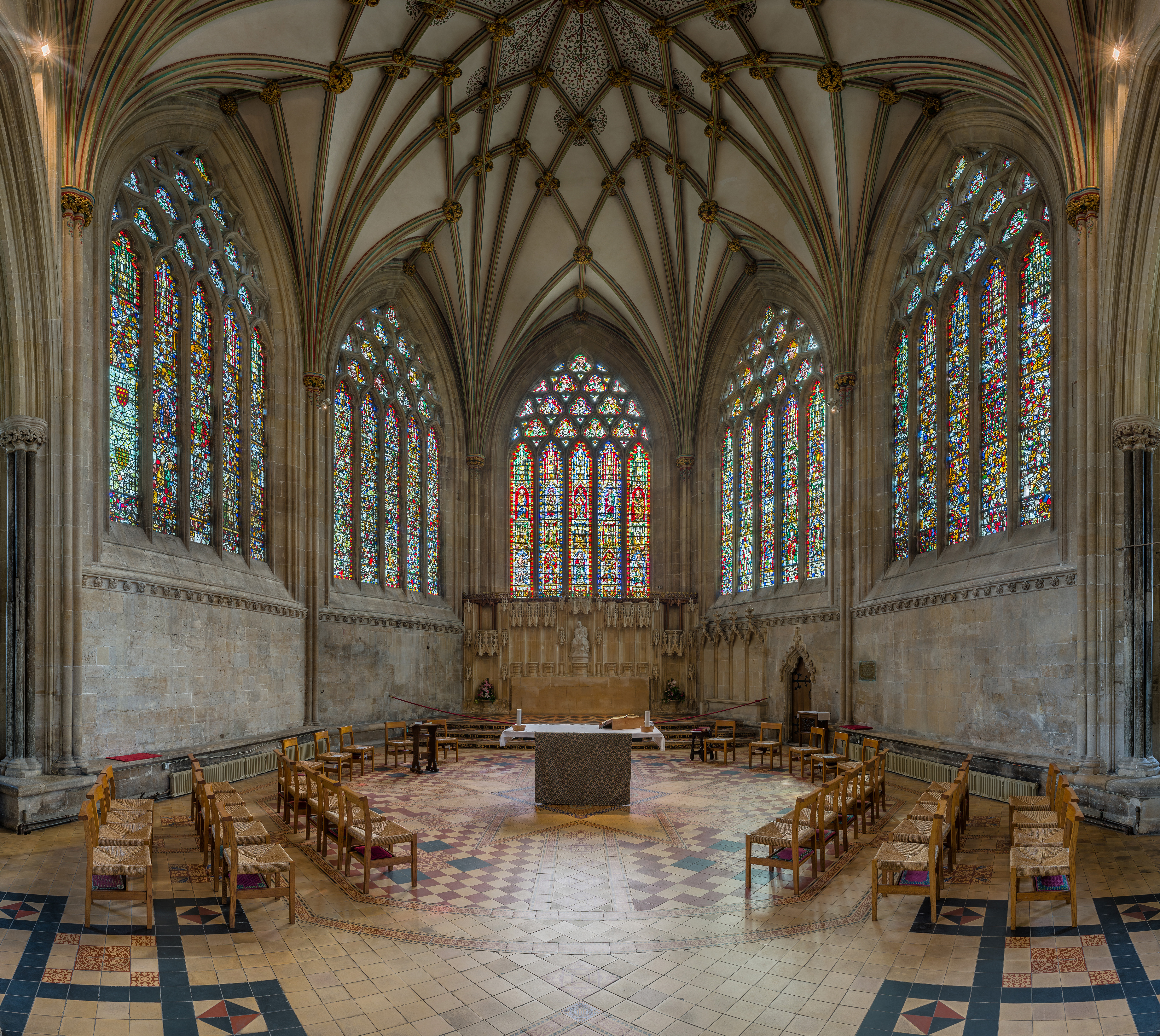
Kathedrale von Wells – Lady Chapel

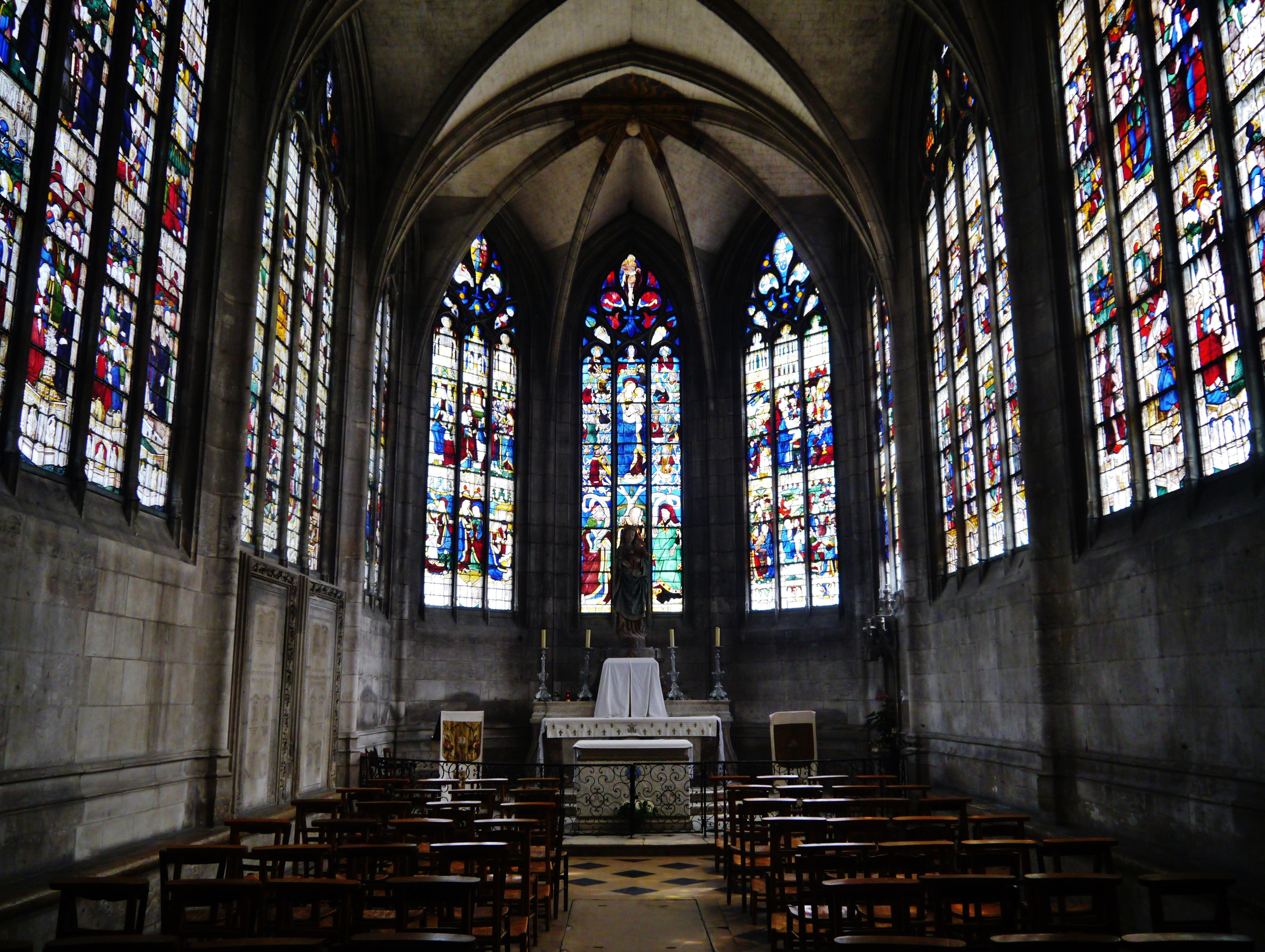
Kathedrale von Évreux – Marienkapelle

Eine Lady Chapel, deutsch Marienkapelle, ist eine Maria geweihte und deutlich nach außen vorstehende – und daher im Grundriss auch deutlich zu erkennende – Scheitelkapelle am Ostende einer normannischen oder englischen Kathedrale. Traditionellerweise ist eine Marienkapelle die größte Kapelle einer Kathedrale. Sie wurde in der Regel östlich des Hauptaltares errichtet.

## England
Berühmte Beispiele stehen bzw. standen in den Kathedralen von Winchester, Salisbury, Exeter, Wells, St Albans, Chichester, Peterborough und Norwich (die beiden letzteren wurden zerstört). In Durham befindet sie sich allerdings als Narthex im Westen.
Die früheste Marienkapelle findet sich in der angelsächsischen Kathedrale von Canterbury. Ihre Lage innerhalb der Kirche wurde mehrfach verändert. Erzbischof Lanfranc verlegte sie zuerst an das Westende des Schiffes; im Jahr 1450 wurde sie an die Ostseite des Nord-Querschiffes verlegt. In Ely wurde sie ebenfalls an das nördliche Querhaus angegliedert; in Rochester dagegen westlich des südlichen Querhausarmes.
Um 1220 errichtete Heinrich III. mit einer Länge von 30 Fuß (etwa 9 m) die größte jemals gebaute Marienkapelle in der Westminster Abbey. Sie grenzt heute an die Kapelle Heinrichs VII.
Andere erwähnenswerte Marienkapellen stehen in Ottery St Mary, Thetford, Bury St Edmunds, Wimborne, Highfield (Hampshire), Compton Church (Surrey), Compton Martin (Somerset) und Darenth (Kent). In der Croyland Abbey gab es sogar zwei Marienkapellen.

## Nordfrankreich
Die normannischen Kathedralen von Bayeux und Évreux (Normandie) verfügen ebenfalls über eine aus der Flucht der übrigen Chorkranzkapellen hervortretende Marienkapelle; gleiches gilt für die Abteikirche von Fécamp und die nur wenig außerhalb der Normandie gelegenen ehemaligen Abteikirchen von Saint-Riquier und Saint-Germer-de-Fly.

## Deutschland
Eine Entsprechung zur Marienkapelle im Kirchenbau der norddeutschen Backsteingotik sind die Marientidenkapellen.